# Le Voleur de paratonnerres
Pour plus de détails, voir Fiche technique et Distribution.
Le Voleur de paratonnerres est un court métrage français réalisé par Paul Grimault en 1944, mettant en scène pour la deuxième fois le personnage de Niglo.

## Synopsis
Un voleur s'amuse à voler des paratonnerres, pendant que les policiers jumeaux font tout pour l'arrêter.

## Fiche technique
- Réalisation : Paul Grimault
- Musique : Roger Désormière
- Genre : animation
- Durée : 10 minutes